# Fairyland (小柳ゆきの曲)
「fairyland」（フェアリーランド）は、日本の女性歌手、小柳ゆきの2枚目のシングル。1999年10月27日に発売。発売元はドリーム・マシーン。

## 収録曲
1. fairyland
'99 Kissmark CMソング
2. fairyland "neeza mix"
3. fairyland "-Instrumental-"
4. fairyland "neeza mix -Instrumental-"

## 収録アルバム
fairyland
- 『FREEDOM』(Album Version)
- 『MY ALL <YUKI KOYANAGI SINGLES 1999-2003>』
- 『The Best Now & Then 〜10th Anniversary〜』※アレンジ、新録音して収録